# クロード・モントゥー
クロード・モントゥー（Claude Monteux, 1920年10月15日 - 2013年2月22日）は、アメリカ出身の指揮者、フルート奏者。

## 人物・来歴
マサチューセッツ州ブルックラインの出身。世界的指揮者ピエール・モントゥーの息子。幼少期はフランスで過ごしたが、17歳の時にはノースカロライナ州のブラックマウンテン・カレッジに進学した。当初ピアニストを志したがフルートに転向し、ボストン交響楽団の首席フルート奏者を務めていたジョルジュ・ローランに師事した。また父親に指揮を、私的にもまたモントゥー指揮者学校の生徒としても学んだ。第二次世界大戦中はアメリカ陸軍に所属し、ジョージ・パットンの下で翻訳の仕事にあたった。戦後は、欧州の主要オーケストラとフルート奏者として共演したほか、ブロードウェイのピット・オーケストラにも入って経験を積んだ。アルトゥーロ・トスカニーニ、ブルーノ・ワルター、レオポルド・ストコフスキー、トーマス・ビーチャムおよび父ピエール・モントゥーといった、世紀を代表する指揮者のタクトの下で演奏してきた。指揮者としては、モンテカルロ・ロシア・バレエ団の補助指揮者を経て1953年から1956年までオハイオ州のコロンバス交響楽団の首席指揮者、1959年から1975年までハドソン・バレー・フィルハーモニー管弦楽団の首席指揮者を歴任した。欧米のオーケストラにも客演して名声を築いた。
教育者としては、ピーボディ音楽院、オハイオ州立大学やニューイングランド音楽院などでフルートを教える傍ら、父ピエールがメイン州ハンコックで開いていた指揮者学校のサマースクールの講師も務めていた。
サクラメントにて長逝。92歳没